# MyRadio
MyRadio是親國民黨的網上電台，由黃毓民及梁錦祥於2007年創辦。
MyRadio曾於2008年與網站香港人網合併。2010年9月6日，與香港人網分拆，重新獨立運作。MyRadio與同由黃毓民創辦的普羅政治學苑合作緊密，是其網上平台。
MyRadio每天提供6.5小時多元化廣播節目，內容包括資訊、政治、娛樂與文藝等。節目也透過其網站「myradio.hk」作網上即時廣播，亦提供網上重溫節目服務。

## 網台節目

### 節目直播時間表
| 時間        | 第一台         | 第一台         | 第一台     | 第一台     | 第一台         | 第一台     | 第二台 |
| 時間        | 星期一         | 星期二         | 星期三     | 星期四     | 星期五         | 星期六     | 星期六 |
| 18:00-18:30 | 贏爆洲際盃     | 贏爆洲際盃     | 贏爆洲際盃 | 贏爆洲際盃 |                | 贏爆洲際盃 | 周末梁錦祥之夜 另類宗教史／MyUniversity 科學新知／神秘之夜／影碟情報室／咖哩英語教室／PageOne 讀書會／其他特備節目 （編排逢週五公佈） |
| 18:30-19:00 |                |                | 天下政經   | 港豬澳     | 楓人院         | 玄學天地   | 周末梁錦祥之夜 另類宗教史／MyUniversity 科學新知／神秘之夜／影碟情報室／咖哩英語教室／PageOne 讀書會／其他特備節目 （編排逢週五公佈） |
| 19:00-19:30 |                |                | 天下政經   | 港豬澳     | 楓人院         | 玄學天地   | 周末梁錦祥之夜 另類宗教史／MyUniversity 科學新知／神秘之夜／影碟情報室／咖哩英語教室／PageOne 讀書會／其他特備節目 （編排逢週五公佈） |
| 19:30-20:00 | 梁錦祥經典重溫 | 澳門街         |            | 玩樂高地   | 人文講場       | 達仁在線   | 周末梁錦祥之夜 另類宗教史／MyUniversity 科學新知／神秘之夜／影碟情報室／咖哩英語教室／PageOne 讀書會／其他特備節目 （編排逢週五公佈） |
| 20:00-20:30 | 崑崙風         | 澳門街         |            | 玩樂高地   | 人文講場       | 達仁在線   | 周末梁錦祥之夜 另類宗教史／MyUniversity 科學新知／神秘之夜／影碟情報室／咖哩英語教室／PageOne 讀書會／其他特備節目 （編排逢週五公佈） |
| 20:30-21:00 | 天天天藍       |                |            |            |                |            | 周末梁錦祥之夜 另類宗教史／MyUniversity 科學新知／神秘之夜／影碟情報室／咖哩英語教室／PageOne 讀書會／其他特備節目 （編排逢週五公佈） |
| 21:00-21:30 | 天天天藍       | 今晚開你波     | 今晚開你波 | 合眾唯識   | 今晚開你波     | 馬場USB    | 周末梁錦祥之夜 另類宗教史／MyUniversity 科學新知／神秘之夜／影碟情報室／咖哩英語教室／PageOne 讀書會／其他特備節目 （編排逢週五公佈） |
| 21:30-22:00 | 天天天藍       |                | 富易袋     | 合眾唯識   | 梁錦祥一週時事 | 馬場USB    | 周末梁錦祥之夜 另類宗教史／MyUniversity 科學新知／神秘之夜／影碟情報室／咖哩英語教室／PageOne 讀書會／其他特備節目 （編排逢週五公佈） |
| 22:00-23:00 | 毓民踩場       | 三個女人蜜蜜針 | 文圖萬里   | 毓民踩場   | 梁錦祥一週時事 | 歷史在笑   | |
| 23:00-23:30 | 毓民踩場       |                | 文圖萬里   | 毓民踩場   |                |            | |

| 海外友好網台節目 | 第一期網台班節目 | 重播節目 |

### 其他節目
那些年

#### 毓民踢爆
不定時在黃毓民的 Facebook 戶口raymond yukman wong直播，然後上傳至 MyRadio Hong Kong 在 YouTube 的頻道。

## 歷史
由於社會民主連線的領導層不滿人民台節目《風波裡的龍門陣》、尤其該台台長王岸然，經常批評該黨立法會議員梁國雄，更因2006年12月25日，該節目主持之一的社民連秘書長陶君行，本欲調停王梁二人紛爭，特意請主持接檔節目《波政不分》的梁國雄提早十五分鐘到場，與王岸然當面對話，演變成互相拍枱、粗言對罵，最後更互相掟咪及控制員加入叫罵，因器材受損，當晚更緊急停播，而陶君行及該台副台長梁錦祥在2007年1月宣佈不再主持該節目，及後該黨主席黃毓民與同為社民連黨員的梁錦祥，以月薪港幣六千元，挖角人民台中唯一有社民連黨籍的義工控制員游乃權（網名「刁民牛」，為高級警務人員游乃強堂弟），另起爐灶成立MyRadio。
電台在2007年2月5日開始試播，隨後於3月18日正式啟播，梁錦祥獲黃毓民「扶正」擔任創台台長。MyRadio原欲透過網上電台的經驗從而建立一個大氣電波電台，但香港特區政府每次皆以不同理由駁回電台新頻譜的申請。
2008年初，MyRadio與當時節目主持之一蕭若元創立的香港人網合併。MyRadio的主持多為知名人士，星期一至星期日均24小時提供時事、財經、消閒及娛樂節目，當中包括一星期6日6.5小時直播節目。MyRadio以三種不同方式提供聲音廣播，包括使用SHOUTcast串流直播、下載重溫和Podcast訂閱服務。除提供聲音廣播和Phone-in節目，由2008年6月25日起，大部分直播節目亦提供視像直播，或是將某部分節目影像上載到YouTube，令香港人網成為香港首個進行跨聲音及影像直播及重溫的網上電台。
2008年4月，MyRadio的節目每日點擊率成為香港網上電台之冠。 同時MyRadio亦被《PCM電腦廣場》稱為「收聽人數最多的一個網上電台」，每周收聽率約3萬人。 香港人網自開台後，節目內容亦不乏得到傳媒報導。
2008年12月1日，蕭若元透露，由於資金問題，MyRadio節目會由兩個台合併為一個台，播放時間大約會縮減少三分之一。
2009年6月1日，梁錦祥因與蕭若元不和而辭去MyRadio台長職位，部份原MyRadio節目交由其他獨立媒體自行製作，並以合作形式於MyRadio播放。
2010年年中，蕭若元透露，由於受到中國共產黨對他的朋友施以壓力，MyRadio與香港人網分拆。2010年9月6日，MyRadio與香港人網分拆，重新以獨立網上電台形式運作，再次由梁錦祥任台長。
2013年4月，黃毓民因與蕭若元意見不合而分拆。
2014年3月17日，MyRadio與熱血時報合作開設早晨節目《大香港早晨》，早上8時至10時在MyRadio與熱血時報同步直播。而在搬台期間，救生員Marco Lau為技術總監，是一位熱心義工，他在投資銀行工作，曾為林匡正助選。
2015年9月，黃毓民宣佈，MyRadio將會進行節目重組，開設第二台。
2016年10月，MyRadio推出新節目《毓民踢爆》，具體安排是：黃毓民會在不預設的時間及地點，以Facebook作出直播；Facebook 直播之後，MyRadio會將該片存檔到MyRadio的YouTube視像重溫頻道。
2017年3月31日，因為資金問題，MyRadio不再與熱血時報聯播《大香港早晨》。

## 主持

### 現任
| 姓名                      | 主持節目 | 簡介 |
| ------------------------- | --- | --- |
| 黃毓民（教主）            | 毓民踩場 毓民踢爆 毓民踢爆 之 說文解字（已完結） 歷史在笑（已完結） 毓民會客室 今晚開你波（暫代主持） 毓民射馬 那些年（已完結） 癲狗編輯室(聲演)                         | 前中國國民黨黨員、時事評論員、癲狗日報、普羅政治學苑創辦人及校長。曾任立法會議員（2008-2016）。並為人民力量創黨主席（已退黨）、社會民主連線創黨主席（已退黨）。                                   |
| 梁錦祥（台長）            | 毓民踩場 神秘之夜 MyMusic MyUniversity 梁錦祥一週時事 人文講場 四眼乜乜乜（暫代主持/已完結） 城邦論壇（已腰斬） 崑崙風（嘉賓主持）（已完結） 古今重要戰役一百回 今朝有酒 | 資深傳媒人、普羅政治學苑副主席、MyRadio創台台長。現時是MyRadio台長、癲狗日報電子版總編輯。曾任癲狗日報總編輯、香港人民廣播電台副台長（註冊社團副主席）、網媒本土新聞總編輯、OurTV及OurRadio台長。 |
| 林紀陶（紀陶）            | 神秘之夜 | 多媒體創作人、電影編劇、影評人、電台主持及動漫編導 |
| 溫子衆                    | 天天天藍 | 中國國民黨黨員、前黃大仙區區議員、神州青年服務社成員 |
| 謝義方                    | 天天天藍 | 中國國民黨黨員 |
| 錢建榮                    | 天天天藍 | 中國國民黨黨員 |
| 宋景輝                    | 天天天藍 一代鋼門何容興的足球世界 | 中國國民黨黨員、前屯門區議員。 |
| 張三                      | 天天天藍 一代鋼門何容興的足球世界 | |
|                           | | |
| 張文龍（阿龍）            | 天天天藍 | 中國國民黨黨員、神州青年服務社成員 |
| 鐵男                      | 崑崙風（已完結） 坐風雲起時（已完結） 古今重要戰役一百回 | |
| 陳達仁（阿仁）            | 達仁在線 | 資深殯儀禮儀經理、《小仁物製作》製作經理。曾參與多套電影殯儀場景指導及演出。 |
| 陳浩天                    | 合眾唯識(（已完結） 本土最前線 | 前香港民族黨召集人 |
| 陳志宏博士                | MyUniversity 四眼乜乜乜（暫代主持/已完結） 科學新知 | 香港大學理學院講師、紐約大學博士，主修物理學，同時為澳門政團新澳門學社成員、神州青年服務社社長。                                                                                                  |
| 錢偉洛（鹵味男、Lak Lak） | 馬場USB 毓民射馬 | 普羅政治學苑成員，前社會民主連線、人民力量成員，曾任黃毓民議員助理。 |
| 尤達                      | 馬場USB 毓民射馬 黎民話事 Layman Says（已完結） | 星島日報撰稿馬評人 |
| 姚冠東                    | 梁錦祥一週時事（嘉賓主持） 天地友政氣 | 廣告創作總監。前低俗頻道台長、前香港人網、謎米香港主持。全民參政召集人。 |
| 陳嘉輝                    | 天地友政氣 | |
| 侯翠珊                    | 今朝有酒 | 香港調酒師工會主席 |
| 何容興                    | 一代鋼門何容興的足球世界 | 著名足球守門員。退役中華民國國腳。 |
| Julian                    | 梁錦祥一週時事 | 癲狗日報記者。以色列hater，真主黨支持者。 |

### 已離任
| 姓名                                            | 曾主持節目                                                                                           | 出生日期及生日/主持人簡介 |  |
| ----------------------------------------------- | --- | --- |  |
| 陳偉業（大嚿）                                  | 毓民踩場（已離任） 人民力量（已完結） MyUniversity                                                   | 人民力量成員。前社會民主連線成員、前立法會議員、前荃灣區議會（麗興選區）議員。 |  |
| 湯詠芝（Carol／嘉露）                           | 毓民踩場（曾客席）                                                                                   | 曾任陳偉業議員助理 |  |
| Micheal Lu（小米）                              | 智Goal無敵（已完結）                                                                                 | |  |
| 車車                                            | 智Goal無敵（已完結）                                                                                 | 電視女演員與節目主持 |  |
| 任亮憲（馬草泥／維園阿哥）                      | 毓民踩場（已離任） 城市再論壇（已完結）                                                              | 曾積極參與城市論壇的討論，傲明集團聯席董事 |  |
| 麥業成                                          | 新界最前線（已完結） 辛亥百年話滄桑（已完結）                                                        | 前任元朗區議會議員，政團民主陣線（前稱元朗天水圍民主陣線）主席。前社會民主連線行政委員、前人民力量副主席及成員。中國國民黨黨員 |  |
| 甄燊港                                          | 新界最前線（已完結）                                                                                 | 人民力量副主席、前線召集人 |  |
| 陳志全（慢必）                                  | 新界最前線（已完結）                                                                                 | 香港新界東立法會議員（2012-），人民力量執行委員會委員。前香港人網行政總裁。 |  |
| 歐陽英傑（星屑醫生）                            | 城市再論壇（已完結）                                                                                 | 私人執業醫生、人民力量委員 |  |
| 劉嘉鴻（劉嗡）                                  | 城市再論壇（已完結）                                                                                 | 人民力量前主席、選民力量司庫 |  |
| 嚴達明                                          | 城市再論壇（已完結）                                                                                 | 人民力量委員、牙科醫生 |  |
| 周峻翹                                          | 立睇九龍（已完結）                                                                                   | 人民力量委員、黃毓民議員助理 |  |
| 陸寵文（William Luk、吹水文）                   | 文圖萬里（第二季） 梁錦祥一週時事                                                                    | 中國暨南大學國際政治學士，《癲狗日報》前記者。自稱患有睪丸癌。 |  |
| 黎樂民                                          | 今晚返埋黎（已完結）                                                                                 | 文化推廣公司董事 |  |
| 袁文傑                                          | 足你好運（已完結） 智Goal無敵（已完結） 天下足球（已完結） 兵工廠世界（已完結） 熱血大球場（已完結） | 1971年1月28日 香港著名影視男演員、節目主持及模特兒。現為香港無綫電視男藝員。無綫電視藝員訓練班第四期藝員進修班畢業藝員、第二屆寶麗金卡拉OK模特兒大賽冠軍、2015年全球粵語主持人大賽冠軍並獲得最有台型大獎。曾為亞洲電視、Now寬頻電視及香港有線電視男藝員。 |  |
| 何志光（He Zhiguang）                           | 建國弟兄會（已完結）                                                                                 | 香港本土力量主席 |  |
| 安德烈（妓安，蒸魚安）                          | 建國弟兄會（已完結）                                                                                 | 作家、文化研究者 |  |
| 鄺頌晴（阿Bi）                                  | 建國研習班（曾有宣傳但未曾主持節目）                                                                 | 鍵盤戰線發言人。前熱血公民成員。 |  |
| 李偉儀                                          | 天天天藍（已離任）                                                                                   | 中文大學人類學學士和哲學碩士、浸會大學青年輔導學社會科學碩士、中文大學性別研究課程博士候選人；具美國醫學及牙科催眠學會專業牌照，美國執業性治療師。早年曾任報章專欄作家。 |  |
| 黃台仰                                          | 素人起義（已完結） 吾國吾聞（已完結）                                                                | 本土民主前線召集人 |  |
| 梁天琦                                          | 吾國吾聞（已完結）                                                                                   | 本土民主前線發言人，曾參與2016年新界東補選。 |  |
| 曾焯文                                          | 本土粵文（已腰斬） 粵字匯唐文（已腰斬）                                                              | 本土新聞翻譯主管 |  |
| 周韋樂（阿樂、周圍轆）                          | 學生主場（已完結）                                                                                   | 嶺南大學學生會退出學聯關注組發起人 |  |
| 盧斯達（無待堂）                                | 勞思動眾（已腰斬）                                                                                   | 作家、時事評論員 |  |
| 仇思達（無敵神駒、大灣駒、高鐵達人、前列腺專家) | 勞思動眾（曾客席、已腰斬）                                                                           | 作家，曾任香港城市大學校董，現為個人網絡電台本土台台長、時事評論員，並著有《屹屹屹》一書 |  |
| 北條彰                                          | 瀛能無雙（已改在熱血時報播放）                                                                       | |  |
| 姜廣華（姜哥）                                  | 夠姜至啱聽（已完結）                                                                                 | |  |
| 鄭松泰（泰博）                                  | 建國研習班（已改在熱血時報播放）                                                                     | 香港理工大學應用社會科學系講師、立法會議員（2016-）、熱血公民主席（2016-）、熱血時報節目主持 |  |
| 馬愉生                                          | 毓民踩場（已離任） 立睇九龍（已完結）                                                                | 普羅政治學苑副主席。前社會民主連線副秘書長、社區服務主任，曾參選2016年立法會九龍西選區選舉。 |  |
| 陳根（陳雲、國師）                              | 城邦論壇（已腰斬） 華夏建國論壇（已腰斬）                                                            | 香港復興會創會主席。前嶺南大學中文系助理教授，香港城邦自治論學者及香港自治運動前顧問。著有《香港城邦論》。 |  |
| 莊元生                                          | 華夏建國論壇（已腰斬）                                                                               | 作家、出版社編輯。曾任中學中文教師。 |  |
| 蔡淑梅                                          | 仁心·人生（已完結）                                                                                  | 醫生 |  |
| Janice                                          | 仁心·人生（已完結）                                                                                  | |  |
| 鄭錦滿（四眼哥哥）                              | 四眼乜乜乜（已完結） 素人起義（已完結）                                                              | 熱血公民副主席，曾參與2016年立法會港島區選舉。 |  |
| 靳民知（阿靳）                                  | 毓民踩場（已離任） 建國研習班（已完結） 熱血大球場（已完結）                                         | 鄭松泰議員助理。曾任黃毓民議員助理、前香港人網節目主持。前選民力量成員。巴塞隆拿香港官方球迷會幹事。 |  |
| Jerry                                           | 崑崙風（已離任） 梁錦祥一週時事（已離任）                                                            | |  |
| 吳家汶（Gaman）                                 | 香港風情（已完結）                                                                                   | |  |
| 李政熙                                          | 網上辣辛聞（嘉賓主持）（已完結）                                                                     | 前熱血公民成員，曾參與2015年區議會天平西區選舉。 |  |
| Vega                                            | 網上辣辛聞（嘉賓主持）（已完結）                                                                     | 前熱血公民成員。 |  |
| 雯雯                                            | 三個女人蜜蜜針（已離任）                                                                             | |  |
| 曹撕達（Marco Lau、救生員／Lifeguard）          | 風火水電（已完結）                                                                                   | MyRadio技術總監，前香港人網工作人員。《癲狗日報》專欄作家。 |  |
| 布萊恩                                          | 風火水電（已完結）                                                                                   | |  |
| 陳樹鵬（阿鵬）                                  | 今晚開你波（已完結） 贏爆洲際盃（已完結）                                                            | 足球評述員、香港有線電視球彩台主持 |  |
| 盧振聲（阿聲）                                  | 今晚開你波（已完結） 贏爆洲際盃（已完結）                                                            | 足球評述員、香港有線電視球彩台主持 |  |
| 謝蕙妍（Wendy）                                 | 今晚開你波（已完結） 贏爆洲際盃（已完結）                                                            | 足球評述員、香港有線電視球彩台主持 |  |
| 盤 神                                           | 今晚開你波（已完結） 贏爆洲際盃（已完結）                                                            | 香港有線電視球彩台主持 |  |
| 安 娜（Anna）                                   | 三個女人蜜蜜針（已完結）                                                                             | |  |
| 郭兆明（郭博士）                                | 那些年（已完結）                                                                                     | 商人、佛學博士，香港顯密學會會長 |  |
| 張展豪（文豪）                                  | 坐看雲起時（已完結）                                                                                 | 攝影師 |  |
| 郭嘉熹（阿雲）                                  | 天地友政氣（已離任）                                                                                 | 舞台劇演員 |  |
| 陸寵文（William Luk、自殺仔、吹水文）           | 文圖萬里（第二季）（已完結） 梁錦祥一週時事（已離任）                                                | 暨南大學學士，燈神轉世(例子:每次到李斯特城主場觀看球賽支持李斯特城不是和局就是落敗)，勝利球迷(經常轉換支持的球隊)，經常辱罵出走李城球員受傷及斷腳(特別是轉會車路士)，中國藉人士英國無業遊民及自稱智庫，曾多次說謊及吹水，曾謊稱自己患有愛滋病，經常在Facebook發佈自殺帖子，曾公開在Facebook支持中共轟炸台灣，亦曾假扮多國人士(包括吹牛講自己是台灣人)，曾任癲狗日報記者，暨式英語創辦人兼Goodest English 代言人 |  |
| 楊逸朗（Joe Yeung）                             | 本土最前線（已離任）                                                                                 | 社運人士。2019年4月離開 |  |
| 無妄齋（齋主）                                  | 合眾唯識（嘉賓主持）（已完結） 本土最前線（已離任）                                                  | 網絡專欄作家 |  |
| 周竪峰（張翼）                                  | 學生主場（已完結） 誰主香江（已完結） 本土最前線（已離任）                                           | 香港中文大學學生會會長 |  |
| 何鈞（HK）                                      | 學生主場（已完結） 誰主香江（已完結）                                                                | 中大本土學社召集人 |  |
| 賴珮                                            | 誰主香江（已完結） 本土最前線（已離任）                                                              | |  |
| 安采妮                                          | 達仁在線（已離任）                                                                                   | 香港演員及電台DJ |  |
| Allen                                           | 予豈好辯哉之政論（已完結） 本土最前線（已離任）                                                      | |  |
| Ken                                             | 予豈好辯哉之政論（已完結）                                                                           | |  |
| 方智龍（Addie）                                 | 網上辣辛聞（已完結） 黎民話事 Layman Says（已完結）                                                  | 調解員。前熱血公民成員、前熱血時報主持，曾參與2015年區議會元州及蘇屋區選舉。貌似黎明 |  |
| 張 鶩（溝兒、Koey）                             | 三個女人蜜蜜針（已完結）                                                                             | 法式用品店創辦人、外籍英語中心課程總監、酒店營運總監，《癲狗日報》專欄作家 |  |
| 棗 兒（Joey）                                   | 三個女人蜜蜜針（已完結）                                                                             | |  |
| Katie（K）                                      | 三個女人蜜蜜針（已完結）                                                                             | |  |
| 葭葭                                            | 三個女人蜜蜜針（已完結）                                                                             | |  |
| 沈四海                                          | 天天天藍（已離任） 本土最前線（嘉賓主持）                                                            | 資深傳媒人，中國國民黨黨員，台灣專家 |  |
| 張珈衍（法國佬）                                | 本土最前線（已離任） 梁錦祥一週時事（嘉賓主持）                                                      | 駕駛教練、癲狗日報記者。前熱血公民成員、前熱血時報主持。中國國民黨支持者 |  |
| 祖利安                                          | 本土最前線（已離任）                                                                                 | 占卜師、藏傳佛教修行者。《癲狗日報》專欄作家。前城邦派「護國大法師」。 |  |

備註：分拆前的節目主持請參看香港人網。另外聯播節目《大香港早晨》的主持請參看熱血時報。

## 工作人員
| 姓名 | 職位 | 簡介 |
| ---- | ---- | ---- |
| 陳金 | 秘書 |      |

## 外部連結
- MyRadio 官方網站 （页面存档备份，存于）
- YouTube上的MyRadio Hong Kong頻道
- MyRadio MP3下載
- MyRadio的Facebook專頁
- 官方 Facebook 群組：「MyRadio.HK 群組」

]